# Fjalla-Eyvindur
Fjalla-Eyvindur je jedním z nejznámějších islandských banditů a navíc národní hrdina. Žil v 18. století, kdy na Islandu platilo, že kdo byl odsouzen za něco protizákonného, přestal být společností chráněn a poškození ho mohli dle libosti i zabít.
Fjalla-Eyvindur byl nenapravitelný zloděj, proto se odhodlal k útěku do islandského vnitrozemí i s celou svou rodinou. Navzdory tomu, že nikdo nevěřil, že se dá ve vnitrozemí přežít, on zde žil 20 let. Živil se kořínky, syrovým koňským masem a stavěl si provizorní přístřešky.

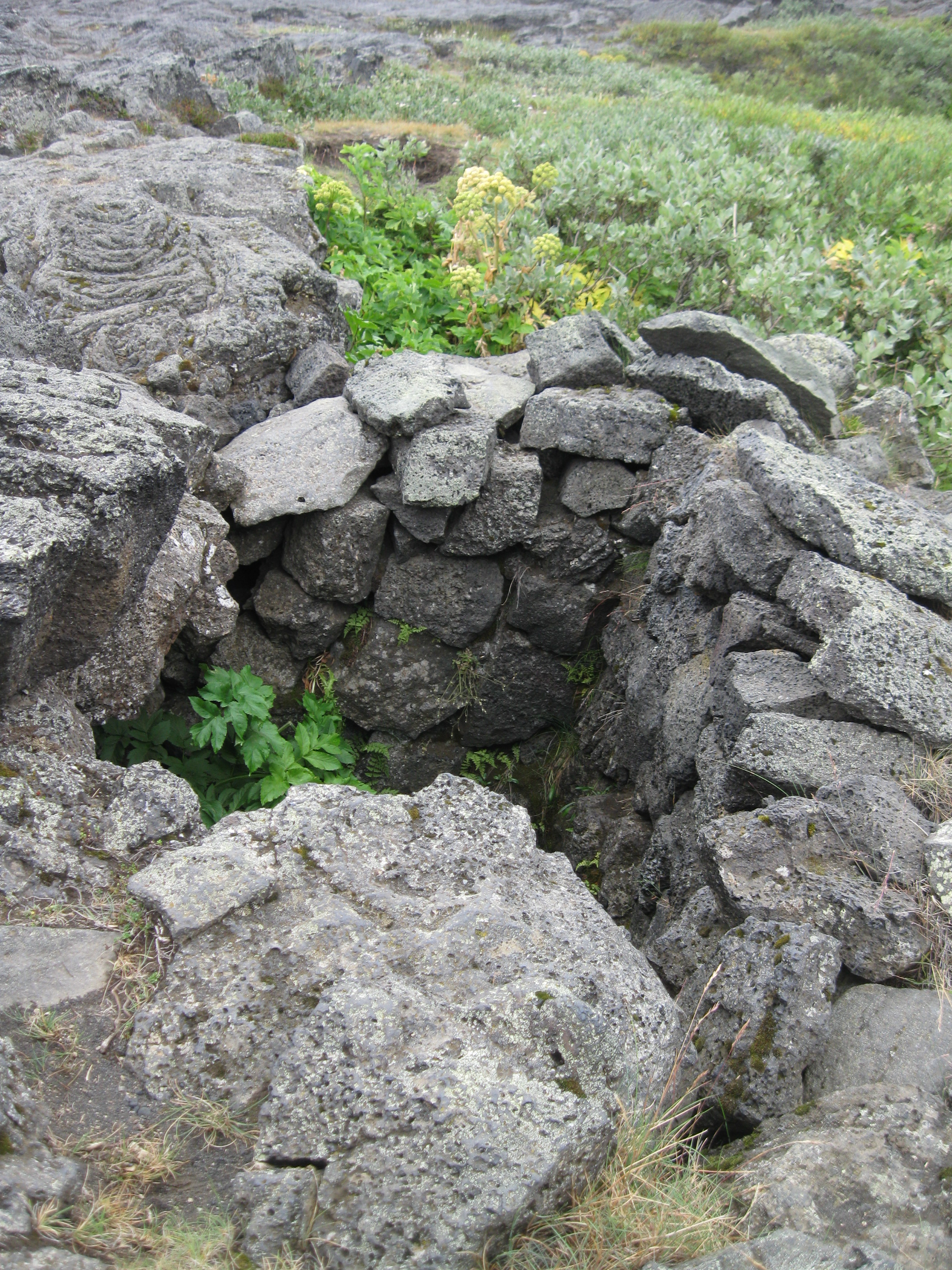
Fjalla-Eyvindur přečkal v Herðubreiðarlindir zimu 1774–1775. Tvrdil, že to byla nejhorší zima za dobu, co žil jako psanec. Neměl oheň a přežíval pojídáním syrového koňského masa a kořenů angeliky. Přístřešek byl opraven roku 1922.

## Odkaz
Roku 1911 se jeho příběhem nechal inspirovat islandský dramatik Johann Sigurjónsson a napsal hru, která nesla Eyvindovo jméno. V roce 1918 vyšel švédský film Psanec režiséra Victora Sjöströma, inspirován opět Eyvindem a jeho manželkou Hallou. Také je podle něj pojmenován termální pramen Eyvindarhver.